# Eumops trumbulli
Eumops trumbulli är en fladdermus i familjen veckläppade fladdermöss som förekommer i Amazonområdet. Populationen listades en längre tid som synonym till Eumops perotis.

## Utseende
Med en kroppslängd (huvud och bål) av 90 till 130 mm, en svanslängd av 45 till 57 mm och med 68 till 75 mm långa underarmar är arten lite mindre än Eumops perotis. Vikten antas vara likadan för båda arter. Bakfötterna är 10 till 15 mm långa och öronen är 30 till 47 mm stora. Hos Eumops trumbulli är pälsen på ovansidan brun och på undersidan lite ljusare. Typisk är en fyrkantig tragus i örat som ungefär är 2mm bred. Andra kännetecken motsvarar andra släktmedlemmar.

## Utbredning och ekologi
Denna fladdermus förekommer i norra Brasilien, i regionen Guyana, i södra Venezuela, södra Colombia, östra Peru och norra Bolivia. Den vistas i låglandet och i kulliga områden mellan 100 och 300 meter över havet. Exemplaren lever i regnskogar och i andra städsegröna skogar.
Små flockar vilar på dagen i trädens håligheter, i bergssprickor, i små hus, under byggnadernas tak eller i bladverket. De jagar skalbaggar och andra stora insekter med hjälp av skrik för ekolokaliseringen som kan höras av människor. Honor bildar före ungarnas födelse egna kolonier skild från hannarna. Varje år föds en kull med en unge. Dräktiga honor och honor med aktiva mjölkkörtlar hittades i augusti och november. Eumops trumbulli flyger ofta hög över marken och den fångas sällan i slöjnät.

## Hot
För beståndet är inga hot kända och utbredningsområdet är stort. IUCN listar arten som livskraftig (LC).